# Архиепархия Токио
 Архиепа́рхия То́кио  (лат. Archidioecesis Tokiensis) — архиепархия Римско-Католической церкви с центром в городе Токио, Япония. В митрополию Токио входят епархии Иокогамы, Ниигаты, Сайтамы, Саппоро, Сендая. Кафедральным собором архиепархии Токио является церковь Пресвятой Девы Марии. До 1920 года кафедральным собором была церковь святого Иосифа, находящаяся в токийском районе Тюо. С 1920 года кафедральным собором токийской архиепархии была церковь Пресвятой Девы Марии Непорочного Зачатия, которая сгорела во время бомбардировки города в 1945 году.

## История
27 марта 1846 года Римский папа Григорий XVI издал бреве «Ex debito», которым учредил апостольский викариат Японии. Первоначально юрисдикция апостольского викариата Японии распространялась на всю территорию Японии. 22 мая 1876 года апостольский викариат Японии передал часть своей территории новому апостольскому викариату Южной Японии (сегодня — Архиепархия Нагасаки) и одновременно был переименован в апостольский викариат Северной Японии.
4 апреля 1891 года апостольский викариат Северной Японии передал часть своей территории апостольскому викариату Хакодате (сегодня — Епархия Сендая) и был переименован в апостольский викариат Токио.
15 июня 1891 года Римский папа Лев XIII выпустил бреве «Non maius Nobis», которым преобразовал апостольский викариат Токио в ранг архиепархии.
18 февраля 1922 года и 9 ноября 1937 года архиепархия Токио передала часть своей территории апостольской префектуре Нагои (сегодня — Епархия Нагои) и епархии Иокогамы.

## Ординарии архиепархии
- епископ Теодор-Огюстен Форкад (27.03.1846 — 1852);
  - Sede vacante (1852—1866);
- епископ Бернар Птижан (11.03.1866 — 22.05.1876);
- архиепископ Пьер-Мари Осуф (20.05.1876 — 27.06.1906);
- архиепископ Пьер-Ксавье Мюгабюр (27.06.1906 — 27.05.1910);
- архиепископ Франсуа Бонн (15.09.1910 — 11.01.1912);
- архиепископ Жан-Пьер Ре (1.10.1912 — 6.03.1926);
- архиепископ Жан-Батист-Алексис Шамбон (16.03.1927 — 9.11.1937) — назначен епископом Иокагамы;
- кардинал Пётр Тацуо Дои (2.12.1937 — 21.02.1970) — кардинал с 28.03.1960 года;
- кардинал Пётр Сэйити Сираянаги (21.02.1970 — 17.02.2000) — кардинал с 26.11.1994 года;
- архиепископ Пётр Такэо Окада (17.02.2000 — 25.10.2017);
- кардинал Тарцизий Исао Кикути (25.10.2017 — по настоящее время).

## Приходы
- Церковь Святейшего Сердца Иисуса;
- Церковь Святого Игнатия Лойолы;

## Источник
- Annuario Pontificio, Libreria Editrice Vaticana, Città del Vaticano, 2003, ISBN 88-209-7422-3
- Бреве Ex debito, Raffaele de Martinis, Iuris pontificii de propaganda fide. Pars prima, V, Romae 1893, стр. 359  (лат.)
- Бреве Ex debito Архивная копия от 26 октября 2013 на Wayback Machine  (итал.)
- Бреве Non maius Nobis, ASS 24 (1891-92), стр. 257 Архивная копия от 5 марта 2020 на Wayback Machine  (лат.)